# Ascalaphus festivus
Ascalaphus festivus är en insektsart som först beskrevs av Jules Pièrre Rambur 1842.  Ascalaphus festivus ingår i släktet Ascalaphus och familjen fjärilsländor. Inga underarter finns listade i Catalogue of Life.